# Freihung
Freihung là một đô thị ở huyện Amberg-Sulzbach bang Bayern nước Đức. Đô thị Freihung có diện tích 46,34 km², dân số thời điểm ngày 31 tháng 12 năm 2006 là 2591 người.